# Miesse
Miesse est un constructeur belge de voitures et de camions, en activité de 1894 à 1974.

## Histoire
Jules Miesse crée un atelier mécanique en 1894 et construit ses premières voitures en 1896. En 1902, Thomas Turner & Company acquiert la licence pour construire les voitures au Royaume-Uni - ces voitures Turner-Miesse sont construites jusqu'en 1906. En 1927, la production de voitures est arrêtée au profit de camions et d'autobus. Certains sont équipés de moteurs Diesel du constructeur allemand Junkers.

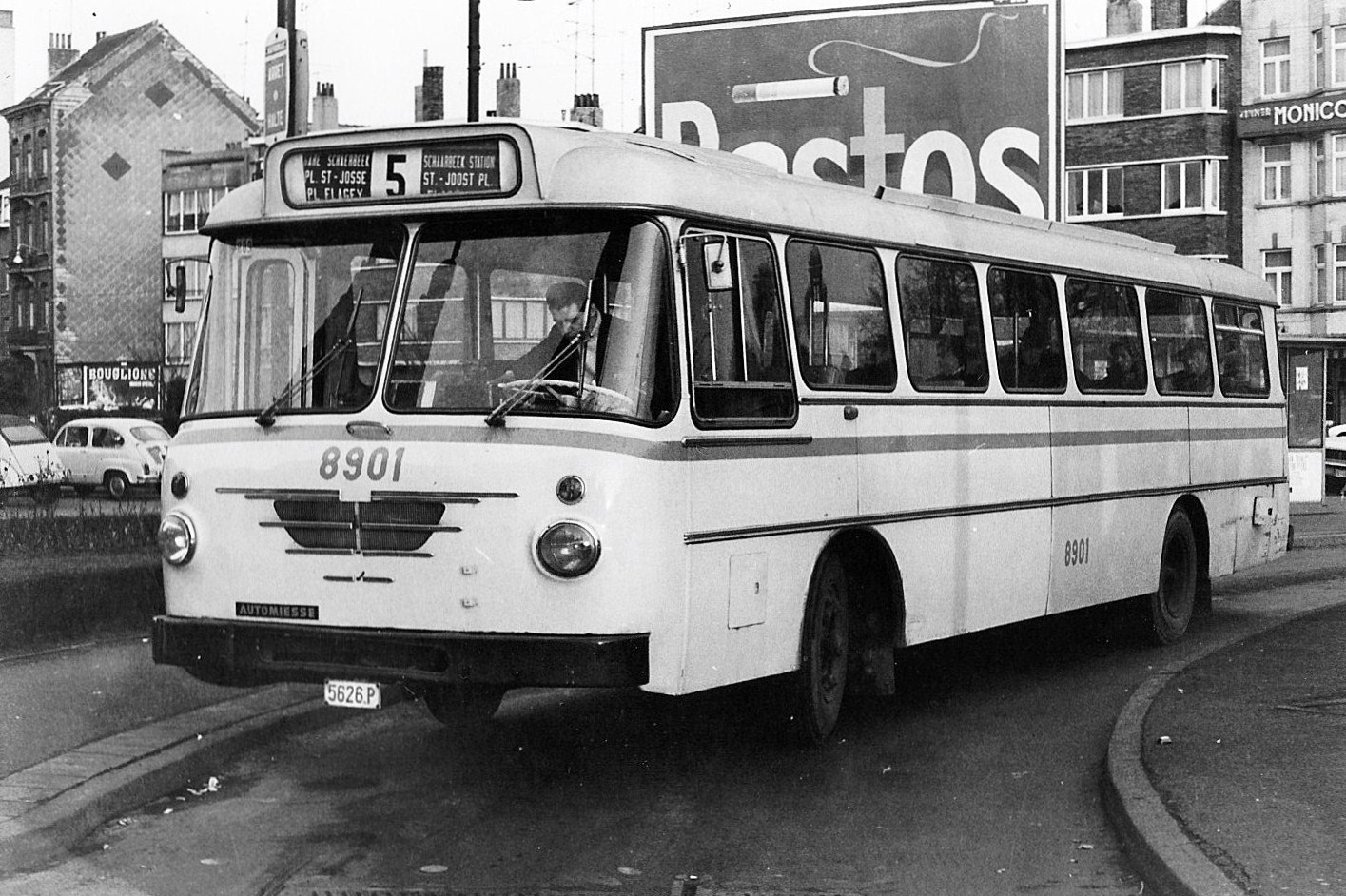
Autobus Automiesse, n°8901 sur la ligne 5 au terminus de la gare de Schaerbeek.

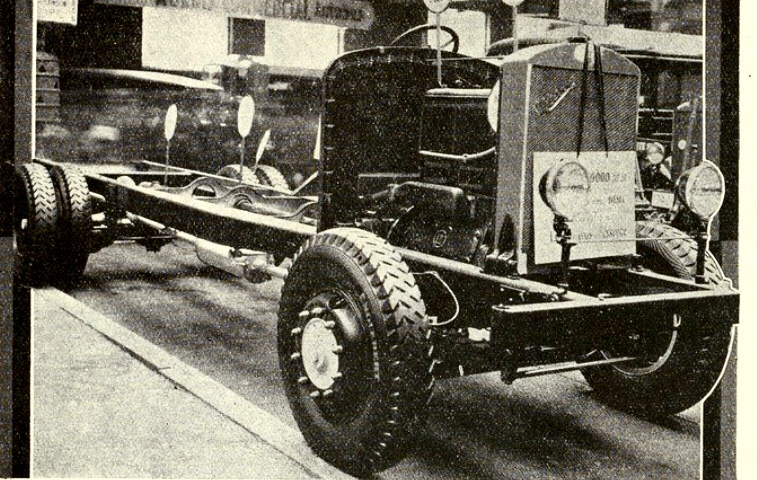
Miesse 6,5 t Chassis avec moteur Diesel de la société Junkers vers 1930

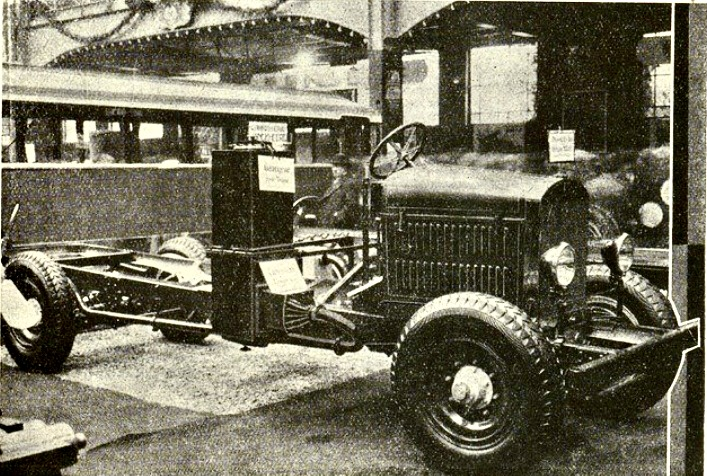
Petit camion Miesse pour charge utile de 2,5 t avec système de gazéification du bois vers 1930

En 1929, Miesse acquiert l'usine Bollinckx, qui produisait depuis 1890 des moteurs à gaz et à vapeur, ainsi que des compresseurs et des outils pour l'air comprimé ; cela permet d'augmenter la production de camions à 100 par an. La société fusionnée s'appelle Automobiles Miesse et Usines Bollinckx Société Anonyme ; elle est ensuite renommée "Auto-Miesse".
Après 1945, Miesse assemble les voitures Nash pour le marché européen.
Miesse cesse d'exister en 1974.

## Voitures
Jules Miesse construit sa première automobile en 1896, elle est à vapeur,. La production en série ne commence qu'en 1898.
La construction de voitures et de camions démarre ; jusqu'en 1907, certains d'entre eux sont propulsés par des moteurs à vapeur à 3 cylindres. Leurs charpentes sont en bois "renforcé", et seule la chaudière est sous le capot.
Des essais avec  moteurs à essence ont lieu pour la première fois en 1900. Miesse devient célèbre à Bruxelles avec ses taxis à partir de 1904,.
Les voitures d'après-guerre de Miesse ont des moteurs sous-carrés (69 millimètres × 130 mm), soit un 4 cylindres de 2,0 litres, soit un 8 cylindres de 4 litres ; les deux modèles ont de nombreux éléments en commun.